# NCAA Division I Tennis Championships 2016
Bei den NCAA Division I Tennis Championships wurden 2016 die Meister im US-amerikanischen College Tennis ermittelt. Das Turnier startete mit den Erstrundenspielen der Mannschaftskonkurrenz am 13. Mai und endete mit den Finalspielen im Einzel und Doppel am 30. Mai. Schauplatz war das Case Tennis Center in Tulsa, Oklahoma.

## Herrenmannschaftsmeisterschaften

### Setzliste
| Nr. | Spieler        | Erreichte Runde |
| --- | -------------- | --------------- |
| 01. | Virginia       | Sieg            |
| 02. | North Carolina | Viertelfinale   |
| 03. | UCLA           | Viertelfinale   |
| 04. | TCU            | Achtelfinale    |
| 05. | Ohio State     | Viertelfinale   |
| 06. | Wake Forest    | Achtelfinale    |
| 07. | Georgia        | Halbfinale      |
| 08. | Texas Tech     | 2. Runde        |

| Nr. | Spieler        | Erreichte Runde |
| --- | -------------- | --------------- |
| 09. | Florida        | Viertelfinale   |
| 10. | USC            | Achtelfinale    |
| 11. | Oklahoma       | Finale          |
| 12. | Texas A&M      | 2. Finale       |
| 13. | California     | Halbfinale      |
| 14. | Northwestern   | 2. Runde        |
| 15. | Illinois       | 2. Runde        |
| 16. | Oklahoma State | Achtelfinale    |

## Herreneinzel

### Setzliste
| Nr. | Spieler             | Erreichte Runde |
| --- | ------------------- | --------------- |
| 1.  | Mikael Torpegaard   | Finale          |
| 2.  | Roberto Cid Subervi | Viertelfinale   |
| 3.  | Dominik Koepfer     | Achtelfinale    |
| 4.  | Aleksandar Vukic    | Viertelfinale   |
| 5.  | Cameron Norrie      | Halbfinale      |
| 6.  | Mackenzie McDonald  | Sieg            |
| 7.  | Christopher Eubanks | 1. Runde        |
| 8.  | Ryan Shane          | Achtelfinale    |

| Nr.    | Spieler              | Erreichte Runde |
| ------ | -------------------- | --------------- |
| 9.–16. | Tom Fawcett          | 2. Runde        |
| 9.–16. | Diego Hidalgo        | 1. Runde        |
| 9.–16. | Thai-Son Kwiatkowski | Viertelfinale   |
| 9.–16. | Julian Lenz          | 1. Runde        |
| 9.–16. | Benjamin Lock        | 2. Runde        |
| 9.–16. | Skander Mansouri     | Achtelfinale    |
| 9.–16. | João Monteiro        | Halbfinale      |
| 9.–16. | Austin Smith         | 1. Runde        |

## Herrendoppel

### Setzliste
| Nr. | Paarung                            | Erreichte Runde |
| --- | ---------------------------------- | --------------- |
| 1.  | Diego Hidalgo Gordon Watson        | Achtelfinale    |
| 2.  | Mackenzie McDonald Martin Redlicki | Sieg            |
| 3.  | Luca Corinteli Ryan Shane          | 1. Runde        |
| 4.  | Korey Lovett Mazen Osama           | 1. Runde        |

| Nr.   | Paarung                      | Erreichte Runde |
| ----- | ---------------------------- | --------------- |
| 5.–8. | Boris Arias Jordan Daigle    | Achtelfinale    |
| 5.–8. | Filip Bergevi Florian Lakat  | Viertelfinale   |
| 5.–8. | Julian Cash Arjun Kadhe      | Viertelfinale   |
| 5.–8. | Rhys Johnson Cameron Klinger | 1. Runde        |

## Damenmannschaftsmeisterschaften
| Nr. | Spieler        | Erreichte Runde |
| --- | -------------- | --------------- |
| 01. | California     | Halbfinale      |
| 02. | Florida        | Achtelfinale    |
| 03. | North Carolina | Achtelfinale    |
| 04. | Ohio State     | Viertelfinale   |
| 05. | Georgia        | Achtelfinale    |
| 06. | Vanderbilt     | Halbfinale      |
| 07. | Miami (FL)     | Achtelfinale    |
| 08. | Pepperdine     | Viertelfinale   |

| Nr. | Spieler        | Erreichte Runde |
| --- | -------------- | --------------- |
| 09. | Duke           | 2. Runde        |
| 10. | Michigan       | Viertelfinale   |
| 11. | Auburn         | Achtelfinale    |
| 12. | Oklahoma State | Finale          |
| 13. | South Carolina | 2. Runde        |
| 14. | Virginia       | Viertelfinale   |
| 15. | Stanford       | Sieg            |
| 16. | Texas Tech     | Achtelfinale    |

## Dameneinzel
| Nr. | Spieler              | Erreichte Runde |
| --- | -------------------- | --------------- |
| 1.  | Hayley Carter        | Finale          |
| 2.  | Danielle Collins     | Sieg            |
| 3.  | Francesca Di Lorenzo | Achtelfinale    |
| 4.  | Brooke Austin        | 1. Runde        |
| 5.  | Ellen Perez          | 2. Runde        |
| 6.  | Maegan Manasse       | Achtelfinale    |
| 7.  | Luisa Stefani        | Halbfinale      |
| 8.  | Sinéad Lohan         | Halbfinale      |

| Nr.   | Spieler          | Erreichte Runde |
| ----- | ---------------- | --------------- |
| 9–16. | Breaunna Addison | Viertelfinale   |
| 9–16. | Frances Altick   | Achtelfinale    |
| 9–16. | Julia Elbaba     | Achtelfinale    |
| 9–16. | Klara Fabikova   | 2. Runde        |
| 9–16. | Jasmine Lee      | Viertelfinale   |
| 9–16. | Stephanie Wagner | 1. Runde        |
| 9–16. | Belinda Woolcock | Achtelfinale    |
| 9–16. | Ronit Yurovsky   | 2. Runde        |

## Damendoppel
| Nr. | Paarung                       | Erreichte Runde |
| --- | ----------------------------- | --------------- |
| 1.  | Hayley Carter Whitney Kay     | Halbfinale      |
| 2.  | Mami Adachi Aldila Sutjiadi   | Viertelfinale   |
| 3.  | Brooke Austin Kourtney Keegan | Sieg            |
| 4.  | Maegan Manasse Denise Starr   | Finale          |

| Nr.  | Paarung                            | Erreichte Runde |
| ---- | ---------------------------------- | --------------- |
| 5–8. | Pleun Burgmans Alizée Michaud      | Achtelfinale    |
| 5–8. | Taylor Davidson Caroline Doyle     | 1. Runde        |
| 5–8. | Catherine Harrison Kyle McPhillips | Halbfinale      |
| 5–8. | Giuliana Olmos Gabrielle Smith     | 1. Runde        |